# Los Dinzel
Los Dinzel va ser una destacada parella de ball de tango integrada per Gloria Ines Varo i Carlos Rodolfo Dinzelbacher, formada el 1972 i que, des d'aquest any, va romandre junta. Ballarins d'extracció clàssica ella i folklòrica ell, es van fer mundialment coneguts per integrar l'elenc que va presentar Tango Argentino de Claudio Segovia i Héctor Orezzoli en Broadway, el 1985, que va constituir un èxit mundial durant més d'una dècada i va impulsar el renaixement del tango a nivell mundial. Van desplegar així tota la seva carrera artística, per després continuar en l'àmbit docent i investigació del tango dansa. Producte de més de 40 anys investigació van desenvolupar un sistema d'ensenyament i transmissió de la dansa del tango, que denominen Sistema Dinzel.

## Biografia
Gloria Ines Varo als 8 anys ingressa a l'Institut Superior d'Art del Teatre Colón de Buenos Aires, tenint com a mestres a Michel Borovsky, Tamara Grigorieva, Renate Schottelius, Jorge Tomín, Aída Mastrazzi i Eda Aisembreg entre d'altres: diplomat en 1967 posseint el número 47 del Centre d'Egressats d'aquesta institució, sent una de les sòcies fundadores en 1982. Immediatament després de rebre's viatja a Europa, on incursiona per primera vegada en la dansa del Tango amb el coreògraf i ballarí Ángel Eleta en Espanya, arribant a ser la seva primera ballarina. De retorn a Buenos Aires decideix dedicar-se únicament a la dansa del tango.
Carlos Rodolfo Dinzelbacher va néixer al barri de San Telmo Buenos Aires, als 4 anys, ingressa com a oïdor en les dependències de l'Escola Nacional de Danses Folklòriques, participant dos anys més tard del concurs infantil d'aquesta institució. Als 14 anys comença la seva carrera professional com a ballarí folklòric, exercint-se com a tal amb els principals coreògrafs del gènere en la República Argentina. Als 16 anys crea al costat del seu germà el grup "Coreoimaginación Argentino". En 1968 es rep com a docent, diplomant-se de l'Escola Normal Mariano Acosta de Buenos Aires i en aquest mateix any decideix dedicar-se al tango, abandonant la dansa folklòrica i comença la seva carrera artística i investigació sobre el tema del tango Dansa com a gener popular Argentí. Va morir l'1 de gener de 2015.

## Les activitats artístiques desenvolupades en l'Argentina[2]
Canella 14, Michelángelo, La Casa de Carlos Gardel. Casa Rosada, Castello Vecchio, entre d'altres, destacant-se els sis anys consecutius en "El Vell Magatzem" i amb exclusivitat en els anys 1991 i 1992 amb aquesta casa.

Compartint escenari amb
Edmundo Rivero, Osvaldo Pugliese, Buenos Aires 8, Armant Pontier, Aníbal Troilo, José Basso, Alfredo D'Angelis, Leopoldo Federico, Horaci Salgán, Ubaldo d'Embolic, Alba Solís, María Graña, Nelly Vázquez, Roberto Goyeneche, Enrique Dumas, Begui Bidart, Raúl Lavié, Sextet Major, Elba Berón, Sextet Tango, Orlando Triposi, Alberto Marí, Roberto Rufino, Hugo Marcel, Carlos Fígari, Alberto Podestá, Carlos Encunya, Osvaldo Piro, Ernesto Baffa, Raúl Garello, Carlos García, Néstor Fabián, Horaci Ferrér, Amelita Baltar, Rosita Quiroga, Nelly Omar, Hugo del Carril, Juan Carlos Copis i María Nieves, Nélida i Nelson, Gloria i Eduardo, Mayoral i Elsa María, Virulazo i Elvira, María i Carlos Rivarola.

## Televisió
Han treballat en diversos programes musicals i periodístics destacant-se els tres anys en "La Botica del Tango" de Bergara Leumann. L'any 2006 van participar de la pel·lícula "L'ULTIMO BANDONEON", d'Alejandro Saderma
.
L'any 2007 partiparon com entrevistats, en el rol de mestres i coreògrafs, en l'especial Una Noche de tango, pel canal The History Channel

.

## Premis i nominacions[2]
- 1977 Diploma d'Honor pel Consell Distrital de Surquillo, Perú.
- 1983 Plaqueta de Reconeixement per les Veus de bons Aires.
- 1985 Diploma d'Honor per l'Associació "L'Argentí" New York, EUA/ Plaqueta de Reconeixement artístic per LS 83 TV CH9.
- 1986 Diploma d'Honor Telethon als estels New York, EUA/ Nominació a les ternes en Coreografia dels premis Tony Awards de Broadway, New York, EUA/ Diploma d'Honor per Sunnyside Lions Club Sud-americà, New York, EUA/ Plaqueta "Kennedy Center Honors" Washington DC, EUA/ Medalla Homenatge per l'Associació Argentina d'Intèrprets.
- 1987 Guardó "Pedro de Mendoza" i Diploma d'Honor per "El Vell Magatzem"./ Estel de Cristall Tiffany Wortham Center Houston, EUA/ Plaqueta Esment de les Portuguès per l'Associació Portuguesa- Argentina.
- 1991 Plaqueta al Mèrit Artístic per l'Ajuntament de Granada, Espanya.
- 1993 Diploma d'Honor per la Secretaria de Cultura de la Nació Argentina.
- 1995 Diploma d'Honor María Ruanova pel Consell Mundial de la Dansa de la UNESCO/ Plaqueta Homenatge "Maestro de Mestres" per l'Associació Akarense, Buenos Aires.
- 1996 Primer Premi Concurso de Beques Nacionals en Dansa Investigació./ Premio Reconeixement a la Trajectòria per l'Associació de Dones Universitàries de Buenos Aires.
- 1998. Guanyen el Premi Estrella de Mar en Mar del Plata- Argentina com a Millor espectacle.
- 2003 L'Acadèmia Nacional del Tango inaugura el Museu Mundial del Tango, on s'exhibeixen les sabates els que van començar a ballar en públic.[8]
- 2013 La Ciutat Autònoma de Buenos Aires els va distingir com a Personalitats Destacades.[9]

## Obra
En 1988 Funden "La académia de Los Dinzel" al Barri de San Telmo, traslladant-se anys després al Barri de Vila Crespo, en l'actualitat segueix en funcionament i és reconeguda com a "Estudi Dinzel".
Com a resultat de més de 40 anys d'investigació van desenvolupar el Sistema Dinzel, mètodes pedagògics utilitzat en la Carrera d'Instructorat en Tango Dansa del Centre Educatiu del Tango de Buenos Aires (CETBA) des que es va implementar aquesta carrera, en la qual són Directors des de la seva fundació en el segon semestre de 1992. el 1998 funden Dinzel International per a la difusió i implementació del Sistema Dinzel a tot el món.

## Investigació
Entre les múltiples tasques encarades per Dinzel International es troba la de desenvolupar diverses investigacions relacionades amb el tango dansa. Les mateixes van ser començades per dècades enrere. Dos d'elles, "El tango una dansa. Aquesta ansiosa recerca de la llibertat" i "El tango una dansa. Sistema de notació coreogràfic" ja han estat publicades per Editorial el Corregidor. El primer d'aquests treballs també ha estat publicat en alemany. Hi ha tres investigacions més que ja han entrat en la seva etapa final i aviat seran publicades: "El tango una dansa. Escriptura i anàlisi dels seus moviments" "El tango una dansa. Tècnica de la mecànica" "El tango una dansa. Teoria de la pràctica"